# Korba (Einheit)
Korba war ein Volumenmaß für Holzkohle in der Region Split (Dalmatien).
- 1 Korba = 3 ½ Metzen (Wiener = 61,486 l) = 215 Liter

Die Qualitätsunterschiede wurden beim Verkauf durch Wägen derart berücksichtigt, dass eine Einheit, also eine Korba, Dalmatinische Kohle mit 140 Pfund und Fiume-Kohle mit 170 Pfund abgegeben wurde. Krümeliger Grus (etwa Walnussgröße) wurde nach dem Maß Stajo gehandelt.